# Kleine Taiwan-Spitzmaus
Die Kleine Taiwan-Spitzmaus (Chodsigoa sodalis) ist eine Spitzmausart aus der Gattung der Chodsigoa. Sie kommt endemisch in den Höhenlagen der Insel Taiwan vor und ist nur von wenigen sicher identifizierten Individuen bekannt.

## Merkmale
Mit einer Kopf-Rumpf-Länge von 6,5 bis 7,1 Zentimetern und einem Gewicht von etwa 4,2 bis 5,6 Gramm zählt die Kleine Taiwan-Spitzmaus zu den kleinen bis mittelgroßen Spitzmausarten. Der Schwanz erreicht eine Länge von 64 bis 73 Millimetern und ist damit ebenso lang wie der Körper, der Hinterfuß von 13 bis 15 Millimetern. Der Körper der Art ist schlank und mit einem langen Fell aus Haaren mit 4 bis 5 Millimetern Länge bedeckt. Die Rückenfärbung ist einheitlich dunkel graubraun und sie geht an den Flanken in die dunklere Bauchfärbung über. Der Schwanz ist sowohl ober- wie unterseits dunkel oliv-braun gefärbt. Die Füße sind vergleichsweise groß und mit kurzen, weißen Haaren besetzt.
| 1 | · | 3 | · | 1 | · | 3 | = 28 |
| 1 | · | 1 | · | 1 | · | 3 | = 28 |

Wie alle Arten der Gattung besitzt die Art im Oberkiefer pro Hälfte einen Schneidezahn (Incisivus) und danach drei einspitzige Zähne, einen Vorbackenzahn (Praemolar) und drei Backenzähne (Molares). Im Unterkiefer besitzt sie dagegen einen einzelnen Eckzahn (Caninus) hinter dem Schneidezahn. Insgesamt verfügen die Tiere damit über ein Gebiss aus 28 Zähnen. Die Zahnwurzeln sind wie bei den meisten Rotzahnspitzmäusen rot gefärbt.

## Verbreitung

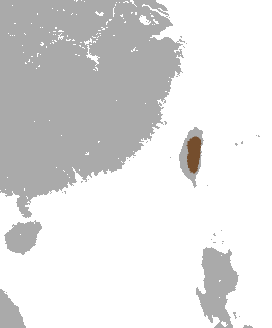
Verbreitungsgebiete der Kleinen Taiwan-Spitzmaus

Die Kleine Taiwan-Spitzmaus kommt endemisch in den Höhenlagen der Insel Taiwan vor. Die Höhenverbreitung liegt wahrscheinlich bei  1560 bis 2438 Metern,

## Lebensweise
Über die Lebensweise dieser Art liegen wie bei allen Arten der Gattung nur sehr wenige Daten vor, bislang sind nur fünf Individuen sicher identifiziert. Wie alle Spitzmäuse ernähren sich auch diese Arten von wirbellosen Tieren. Der Lebensraum ist wahrscheinlich auf die Laub- und Mischwälder der Höhenlagen beschränkt.
In Teilen des Lebensraums lebt die Art sympatrisch mit Episoriculus fumidus, die jedoch in sehr viel mehr Lebensräumen sowie in Höhenlagen bis 3200 Metern vorkommt.

## Systematik
Die Kleine Taiwan-Spitzmaus wird als eigenständige Art innerhalb der Gattung Chodsigoa eingeordnet, die aus acht Arten besteht. Die wissenschaftliche Erstbeschreibung stammt von Thomas aus dem Jahr 1913, der ein Individuum aus Zentral-Taiwan beschrieb. Die Art wurde lange als Synonym der ebenfalls auf Taiwan lebenden Spitzmaus Episoriculus fumidus betrachtet, jedoch in den 1990er Jahren unter anderem aufgrund des Genoms wieder als eigene Art akzeptiert.
Innerhalb der Art werden neben der Nominatform Chodsigoa sodalis sodalis keine weiteren Unterarten unterschieden.

## Bedrohung und Schutz
Die Kleine Taiwan-Spitzmaus wird von der International Union for Conservation of Nature and Natural Resources (IUCN) aufgrund der wenigen bekannten Daten zur Bestandsgröße und den ökologischen Ansprüchen als „data deficient“ geführt und nicht in eine Gefährdungskategorie eingeordnet. Bislang sind wissenschaftlich nur fünf Individuen der Art sicher identifiziert. Konkrete Gefährdungen für die Art sind aufgrund der fehlenden Kenntnisse zur Biologie und den ökologischen Ansprüchen nicht bekannt, der Lebensraumverlust durch den Holzeinschlag könnte jedoch die Hauptgefährdung darstellen.

## Belege
1. 1 2 3 4 5  Robert S. Hoffmann, Darrin Lunde: Lesser Taiwanese Shrew. In: Andrew T. Smith, Yan Xie: A Guide to the Mammals of China. Princeton University Press, Princeton NJ 2008, ISBN 978-0-691-09984-2, S. 309.
2. 1 2 3 4 5  Chodsigoa sodalis in der Roten Liste gefährdeter Arten der IUCN 2013.1. Eingestellt von: A.T. Smith, C.H. Johnston, 2008. Abgerufen am 27. Juli 2013.
3. 1 2 3 4  Chodsigoa sodalis. In: Don E. Wilson, DeeAnn M. Reeder (Hrsg.): Mammal Species of the World. A taxonomic and geographic Reference. 2 Bände. 3. Auflage. Johns Hopkins University Press, Baltimore MD 2005, ISBN 0-8018-8221-4.